# Kalvholmen (vid Rosala, Kimitoön)
Kalvholmen är en ö i Finland. Den ligger i Skärgårdshavet och i kommunen Kimitoön i landskapet Egentliga Finland, i den sydvästra delen av landet. Ön ligger omkring 65 kilometer söder om Åbo och omkring 140 kilometer väster om Helsingfors.
Öns area är 21,6 hektar och dess största längd är 0,7 kilometer i sydväst-nordöstlig riktning.